# Bahnhof Wuppertal-Loh

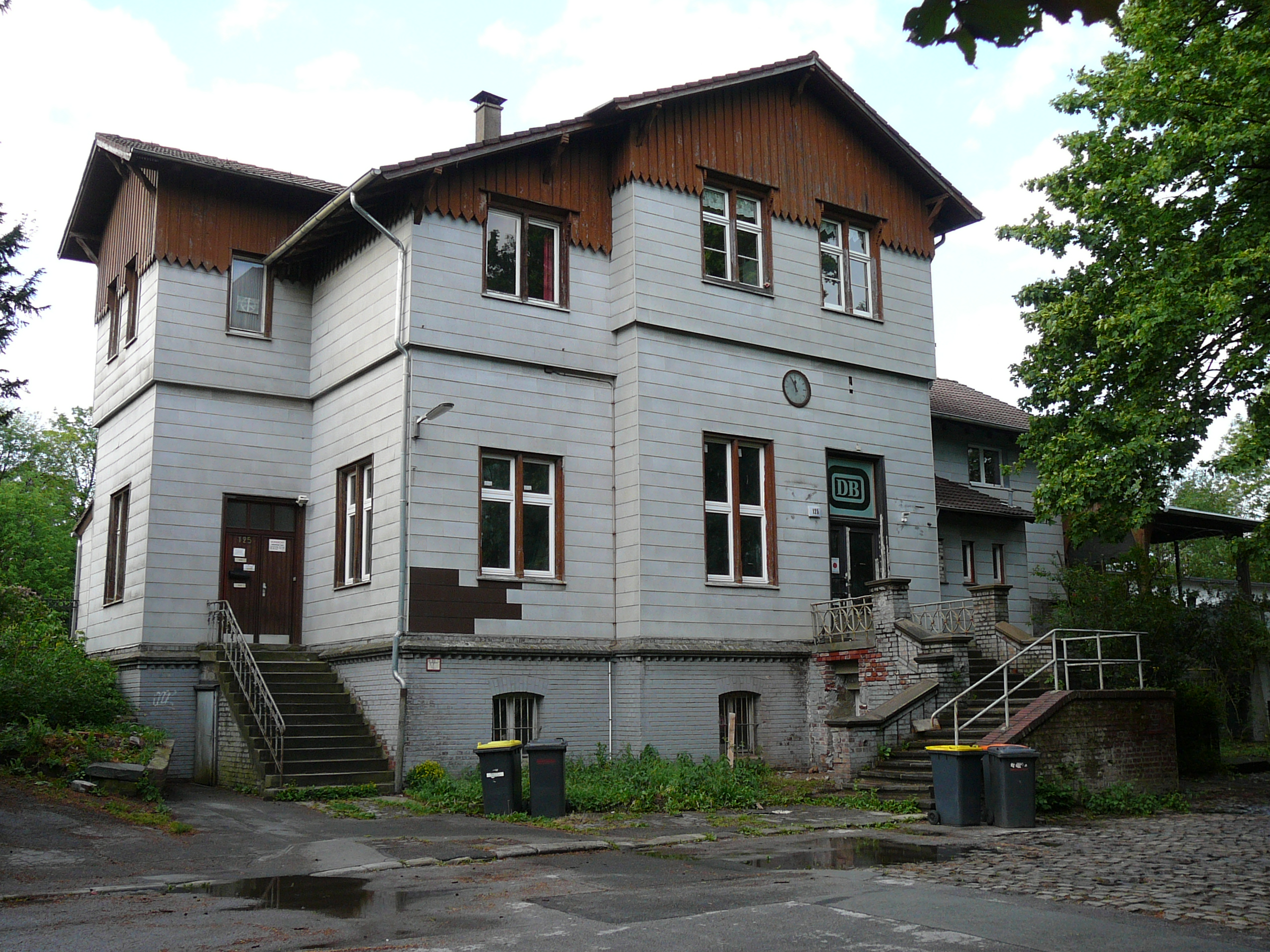
Bahnhofsgebäude von Süden

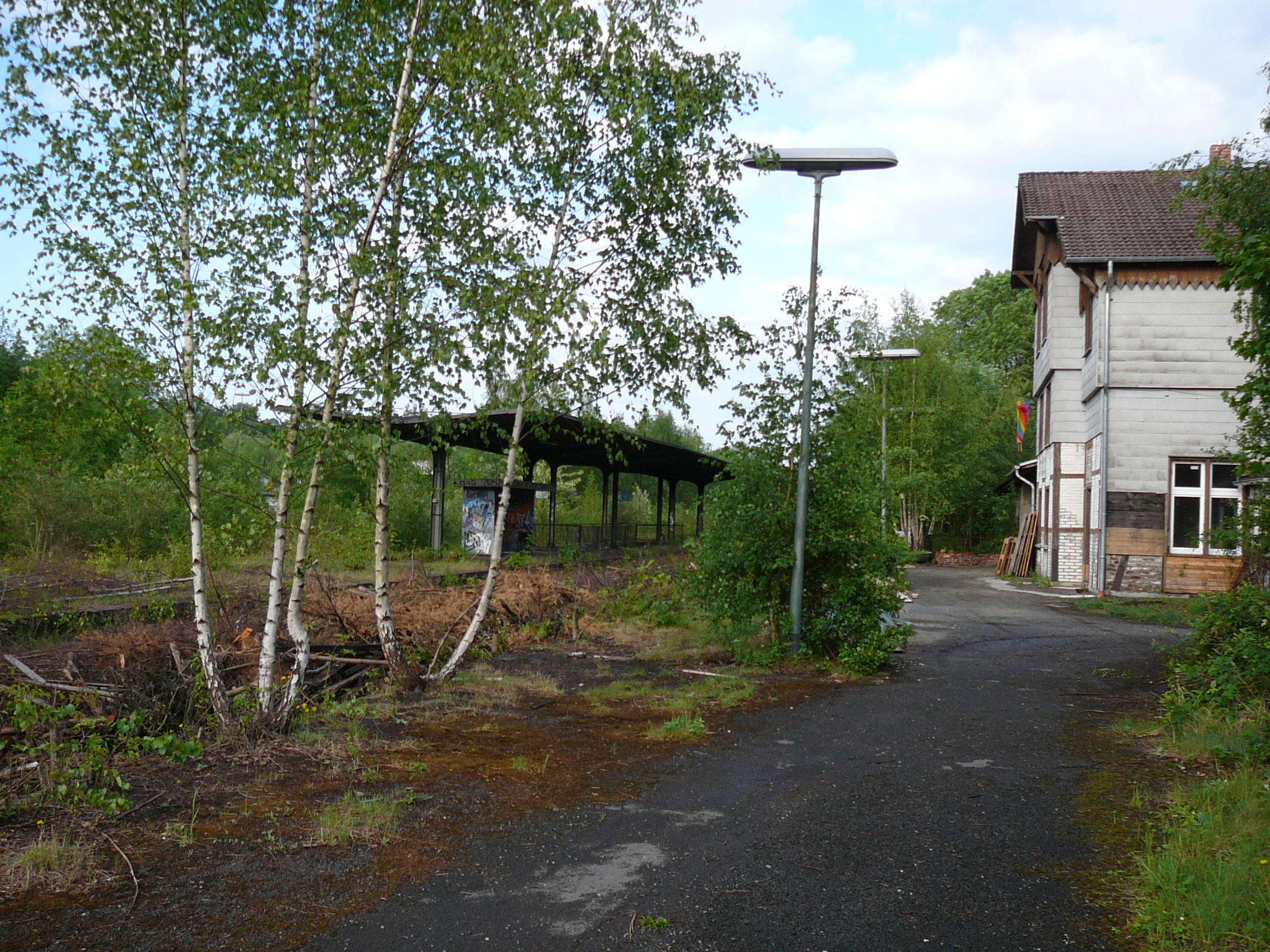
Ansicht von Westen

Der Bahnhof Wuppertal-Loh, bekannt unter dem Namen Loher Bahnhof, ist ein historischer Bahnhof in Wuppertal. Er liegt an der Rudolfstraße im Nordwesten des Stadtteils Barmen, der zur Zeit der Eröffnung eine eigenständige Stadt war.

## Der Bahnhof
Die Wuppertaler Nordbahn wurde von der Rheinischen Eisenbahn-Gesellschaft (RhE) ab 1873 als Konkurrenzstrecke zur Stammstrecke der Bergisch-Märkischen Eisenbahn-Gesellschaft (BME) gebaut und am 15. September 1879 eröffnet.
Der Bahnhof hieß bis 1880 Unter-Barmen RhE und galt als der Barmer Hauptbahnhof auf der Rheinischen Strecke. 1897 erfolgte die Umbenennung in Barmen-Loh, nach dem Zusammenschluss der Städte Barmen und Elberfeld zu Wuppertal wurde daraus Wuppertal-Loh.
Ab 1894 begann am Loher Bahnhof die Bahnstrecke Loh–Hatzfeld, die zum Barmer Schlachthof führte und 1980 stillgelegt wurde. In der Mitte des 20. Jahrhunderts verlor der Bahnhof an Bedeutung. Die nunmehr bundesbahneigene Rheinische Strecke wurde zur Nebenstrecke, bis sie am 27. September 1991 für den Personenverkehr ganz stillgelegt wurde. Das Empfangsgebäude wurde zunächst nutzlos. Im Dezember 2008 wurde die Bahnstrecke nun an die Stadt Wuppertal und die Wuppertalbewegung verkauft. Hier werden durch die Wuppertalbewegung in der Saison auf einem 1,6 km langen Abschnitt Draisinenfahrten angeboten.

## Das Empfangsgebäude und seine heutige Nutzung
Das Empfangsgebäude ist im bergischen Baustil 1870 entstanden und war ursprünglich mit einer Schieferfassade versehen, diese wurde in den 1970er Jahren in eine Eternit-Fassade umgewandelt.
Ab Januar 2009 ist der Erwerbslosen- und Sozialhilfeverein Tacheles e. V., der zuvor seinen Sitz in der Luisenstraße hatte, in den Loher Bahnhof umgezogen und hat den Loher Bahnhof umfangreich saniert. Im Gebäude ist ein Sozialzentrum mit einem Stadtteiltreffpunkt, einer Beratungsstelle und einem Café entstanden. Dem Verein werden die neuen Räume unter günstigen Konditionen vom Eigentümer überlassen.
In den Jahren wurde das Gebäude umfangreich saniert, im Jahr 2012 wurde die ehemalige Bahnhofskegelbahn in einem Seminar- und Tagungsraum, mit angeschlossenen Büroräumen, umgebaut.